# Musikjahr 1963
Liste der Musikjahre

◄◄ | ◄ | 1959 | 1960 | 1961 | 1962 | Musikjahr 1963 | 1964 | 1965 | 1966 | 1967 | ► | ►►

Weitere Ereignisse · Country-Musik
Dieser Artikel behandelt das Musikjahr 1963.

## Ereignisse

### Populäre Musik und Jazz
- 11. Februar: Die Beatles nehmen zwischen 10:00 und 22:45 Uhr fast alle Titel ihres ersten Albums Please Please Me auf.
- 22. März: In Großbritannien erscheint die erste LP der Beatles Please Please Me.
- 12. April: Bob Dylan hat sein erstes großes Solokonzert in der Town Hall in New York City, für das er ausschließlich positive Kritiken erntet. Hier liest er auch sein Gedicht Last Thoughts on Woody Guthrie, das seine Bewunderung und die Eindrücke der Besuche bei dem todkranken Singer-Songwriter Woody Guthrie zum Ausdruck bringt.
- 27. Mai: Bob Dylan veröffentlicht sein zweites Album The Freewheelin’ Bob Dylan, das den entscheidenden Durchbruch in seiner Karriere markiert.
- 03. August: The Beatles spielen ihr letztes Konzert im Cavern Club in Liverpool.
- 29. September: Die Rolling Stones starten ihre erste Großbritannien-Tournee (The Rolling Stones British Tour) mit 60 landesweiten Auftritten. Die Tournee endet am 3. November 1963.
- 22. November: The Beatles veröffentlichen das Album With The Beatles im Vereinigten Königreich.
- 29. November: Die Beatles bringen ihre Single I Want to Hold Your Hand heraus, mit der sie ihren weltweiten Durchbruch schaffen.

### Klassische Musik und Musiktheater
- 08. Januar: Fast 27 Jahre nach dem Verriss durch Stalin wird eine überarbeitete und entschärfte Version der Oper Lady Macbeth von Mzensk von Dmitri Dmitrijewitsch Schostakowitsch unter dem Titel Katerina Ismailowa uraufgeführt.
- 10. März: Die Uraufführung der Oper Il Re cervo oder Die Irrfahrten der Wahrheit von Hans Werner Henze erfolgt in Kassel.
- 28. Juni: Die Oper Figaro lässt sich scheiden von Giselher Klebe wird an der Hamburgischen Staatsoper uraufgeführt.
- 15. Oktober: Die Berliner Philharmonie wird im Rahmen eines Festakts an den Intendanten Wolfgang Stresemann übergeben.
- 27. November: An der Bayerischen Staatsoper in München erfolgt die Uraufführung der Oper Die Verlobung in San Domingo von Werner Egk.

### Film
- 28. März: Alfred Hitchcocks Film Die Vögel läuft in den Kinos der USA an. Der Film verzichtet auf die Untermalung durch einen musikalischen Soundtrack im herkömmlichen Sinne. Stattdessen lässt ihn Hitchcock unter der Aufsicht seines bevorzugten Komponisten Bernard Herrmann von den deutschen Komponisten Remi Gassmann und Oskar Sala auf einem Trautonium mit künstlichen Vogelstimmen und anderen Geräuscheffekten unterlegen.
- 12. Juni: In New York City wird der später mit vier Oscars ausgezeichnete Spielfilm Cleopatra von Joseph L. Mankiewicz mit Elizabeth Taylor, Richard Burton und Rex Harrison in den Hauptrollen uraufgeführt. Die Filmmusik von Alex North erhält eine Oscarnominierung in der Kategorie „Beste Musik“.

### Musikindustrie
- 28. August: Der niederländische Konzern Philips stellt auf der 23. Großen Deutschen Funk-Ausstellung in Berlin die erste Kompaktkassette (Musikkassette) und den zugehörigen, mit Transistoren bestückten Kassettenrekorder Philips EL 3300 vor.

## Musikcharts

### Deutschland
| Position | Singles                                             |
| -------- | --------------------------------------------------- |
|          |                                                     |
| 1        | Junge, komm bald wieder Freddy Quinn                |
| 2        | Schuld war nur der Bossa Nova Manuela               |
| 3        | Ich kauf’ mir lieber einen Tirolerhut Billy Mo      |
| 4        | Barcarole in der Nacht Connie Francis               |
| 5        | Ich will ’nen Cowboy als Mann Gitte / Lil Malmkvist |
| 6        | Gaucho Mexicano Renate und Werner Leismann          |
| 7        | Wini-Wini Tahiti-Tamourés                           |
| 8        | Wenn erst der Abend kommt Peter Alexander           |
| 9        | Vom Stadtpark die Laternen Gitte und Rex Gildo      |
| 10       | Siebentausend Rinder Peter Hinnen                   |

Die längsten Nummer-eins-Singles
Lieder, die die meiste Zeit während eines anderen Jahres auf Platz 1 der Charts verbrachten, werden hier nicht aufgeführt.
1. Freddy Quinn – Junge, komm bald wieder (3 Monate)
2. Gitte / Lil Malmkvist – Ich will ’nen Cowboy als Mann; Gitte und Rex Gildo – Vom Stadtpark die Laternen (jeweils 2 Monate)

Alle weiteren Lieder waren einen Monat auf Platz 1 gelistet.
Die längsten Nummer-eins-Alben
Alben, die die meiste Zeit während eines anderen Jahres auf Platz 1 der Charts verbrachten, werden hier nicht aufgeführt.
1. Soundtrack – My Fair Lady – Deutsche Originalaufnahme (10½ Monate)

Alle weiteren Alben waren einen oder einen halben Monat auf Platz 1 gelistet.
Alle Nummer-eins-Hits und die Hits des Jahres

### Vereinigtes Königreich
| Singles                                    | Position | Alben                                      |
| ------------------------------------------ | -------- | ------------------------------------------ |
|                                            |          |                                            |
| From Me to You The Beatles                 | 1        | With the Beatles The Beatles               |
| She Loves You The Beatles                  | 2        | Please Please Me The Beatles               |
| In Dreams Roy Orbison                      | 3        | Summer Holiday Cliff Richard & the Shadows |
| Island of Dreams The Springfields          | 4        | West Side Story (Soundtrack)               |
| How Do You Do It? Gerry & the Pacemakers   | 5        | Out of the Shadows The Shadows             |
| From a Jack to a King Ned Miller           | 6        | The Shadows’ Greatest Hits The Shadows     |
| Deck of Cards Wink Martindale              | 7        | Meet the Searchers The Searchers           |
| Summer Holiday Cliff Richard & the Shadows | 8        | Reminiscing Buddy Holly & the Crickets     |
| Confessin’ (That I Love You) Frank Ifield  | 9        | I’ll Remember You Frank Ifield             |
| Can’t Get Used to Losing You Andy Williams | 10       | How Do You Like It? Gerry & the Pacemakers |

Die längsten Nummer-eins-Singles
Lieder, die die meiste Zeit während eines anderen Jahres auf Platz 1 der Charts verbrachten, werden hier nicht aufgeführt.
1. The Beatles – From Me to You (7 Wochen)
2. The Beatles – She Loves You (6 Wochen)
3. Gerry & the Pacemakers – I Like It; Gerry & the Pacemakers – You’ll Never Walk Alone; The Beatles – I Want to Hold Your Hand (jeweils 4 Wochen)

Die längsten Nummer-eins-Alben
Alben, die die meiste Zeit während eines anderen Jahres auf Platz 1 der Charts verbrachten, werden hier nicht aufgeführt.
1. The Beatles – Please Please Me (30 Wochen)
2. Cliff Richard & the Shadows – Summer Holiday (14 Wochen)
3. The Beatles – With the Beatles (4 Wochen)

Alle Nummer-eins-Hits und die Hits des Jahres

### Vereinigte Staaten
Die längsten Nummer-eins-Singles
Lieder, die die meiste Zeit während eines anderen Jahres auf Platz 1 der Charts verbrachten, werden hier nicht aufgeführt.
1. Jimmy Gilmer & the Fireballs – Sugar Shack (5 Wochen)
2. The Chiffons – He’s So Fine; Sœur Sourire – Dominique (jeweils 4 Wochen)
3. Paul & Paula – Hey Paula; The Four Seasons – Walk Like a Man; Little Peggy March with Sammy Lowe & His Orchestra – I Will Follow Him; Kyū Sakamoto – Sukiyaki; Little Stevie Wonder – Fingertips; The Angels – My Boyfriend’s Back; Bobby Vinton – Blue Velvet (jeweils 3 Wochen)

Die längsten Nummer-eins-Alben (Mono)
Alben, die die meiste Zeit während eines anderen Jahres auf Platz 1 der Charts verbrachten, werden hier nicht aufgeführt.
1. Andy Williams – Days of Wine and Roses (15 Wochen)
2. Vaughn Meader – The First Family (10 Wochen)
3. Frank Fontaine – Songs I Sing on the Jackie Gleason Show (5 Wochen)

Die längsten Nummer-eins-Alben (Stereo)
Alben, die die meiste Zeit während eines anderen Jahres auf Platz 1 der Charts verbrachten, werden hier nicht aufgeführt.
1. Original Soundtrack – West Side Story (21 Wochen)
2. Andy Williams – Days of Wine and Roses (11 Wochen)

Alle weiteren Alben waren eine Woche auf Platz 1 gelistet.
Die längsten Nummer-eins-Alben
Alben, die die meiste Zeit während eines anderen Jahres auf Platz 1 der Charts verbrachten, werden hier nicht aufgeführt.
1. Allan Sherman – My Son, The Nut (8 Wochen)
2. Peter, Paul & Mary – In the Wind (5 Wochen)
3. Sœur Sourire – The Singing Nun (3 Wochen)

Die Aufteilung nach Mono- und Stereoaufnahmen wurde am 16. August eingestellt.
Alle Nummer-eins-Hits und die Hits des Jahres

### Charts in weiteren Ländern
Siehe auch: Nummer-eins-Hits 1963 in  Australien, Belgien, Deutschland, Finnland, Frankreich, Irland, Italien, den Niederlanden, Norwegen, Spanien, den Vereinigten Staaten und im Vereinigten Königreich.

## Musikpreise und Ehrungen

### Musikwettbewerbe
Eurovision Song Contest
1. Grethe & Jørgen Ingmann: Dansevise
2. Esther Ofarim: T’en va pas
3. Emilio Pericoli: Uno per tutte
4. Ronnie Carroll: Say Wonderful Things
5. Alain Barrière: Elle était si jolie
6. Françoise Hardy: L’amour s’en va

## Ersterscheinungen
- Blues Unlimited – britisches Blues-Magazin

## Gründungen
- Neighb'rhood Childr'n – US-amerikanische Psychedelic-Pop-/Rockband aus San Francisco (gegründet als The Navarros)

## Neuveröffentlichungen (Auswahl)

### Lieder und Kompositionen
| Lied                          | Text                                                                            | Musik                                                                           | Erstinterpret            | Label                  | Veröffentlichung  | Genre                | Album                              | Weitere Informationen |
| ----------------------------- | ------------------------------------------------------------------------------- | ------------------------------------------------------------------------------- | ------------------------ | ---------------------- | ----------------- | -------------------- | ---------------------------------- | --- |
| Act Naturally                 | Johnny Russell                                                                  | Johnny Russell                                                                  | Buck Owens               |                        | 11. März 1963     | Country              | The Best of Buck Owens             | |
| All My Loving                 | John Lennon, Paul McCartney                                                     | John Lennon, Paul McCartney                                                     | The Beatles              | Parlophone             | 22. November 1963 | Rock, Pop, Beat      | With the Beatles                   | |
| Blowin’ in the Wind           | Bob Dylan                                                                       | Bob Dylan                                                                       | Bob Dylan                | Columbia Records       | 13. August 1963   | Folk                 | The Freewheelin’ Bob Dylan         | |
| By the Way                    | Wes Farrell, James Wesley Voight                                                | Wes Farrell, James Wesley Voight                                                | Freddy Quinn             | Polydor                | 1963              | Schlager             | In South Africa / Suid-Afrika      | |
| Come Away Melinda             | Fred Hellerman, Fran Minkoff                                                    | Fred Hellerman, Fran Minkoff                                                    | Harry Belafonte          |                        | 1963              | Folk                 |                                    | Antikriegslied |
| Do Wah Diddy Diddy            | Jeff Barry und Ellie Greenwich                                                  | Jeff Barry und Ellie Greenwich                                                  | The Exciters             | United Artists Records | 1963              | Pop                  |                                    | |
| Es gibt kein Bier auf Hawaii  | Paul Kuhn                                                                       | Paul Kuhn                                                                       | Paul Kuhn                |                        | 1963              | Schlager             |                                    | |
| From Russia with Love         | Lionel Bart                                                                     | Lionel Bart                                                                     | Matt Monro               | Parlophone             | Oktober 1963      | Filmmusik            |                                    | Titelsong des gleichnamigen Films From Russia with Love, auf Deutsch erschienen als James Bond 007 – Liebesgrüße aus Moskau |
| Girl from the North Country   | Bob Dylan                                                                       | Bob Dylan                                                                       | Bob Dylan                | Columbia Records       | 27. Mai 1963      | Folk                 | The Freewheelin’ Bob Dylan         | |
| Heat Wave                     | Holland–Dozier–Holland                                                          | Holland–Dozier–Holland                                                          | Martha & the Vandellas   | Motown                 | 10. Juli 1963     | Soul                 |                                    | |
| Help Me                       | Sonny Boy Williamson II., Willie Dixon, Ralph Bass                              | Sonny Boy Williamson II., Willie Dixon, Ralph Bass                              | Sonny Boy Williamson II. |                        | 1963              | Blues                | More Folk Blues                    | |
| Herr, gib uns Mut zum Hören   | Kurt Rommel                                                                     | Kurt Rommel                                                                     |                          |                        | 1963              | Geistliche Musik     |                                    | |
| I Want to Hold Your Hand      | John Lennon, Paul McCartney                                                     | John Lennon, Paul McCartney                                                     | The Beatles              | Parlophone             | 29. November 1963 | Rock, Pop-Rock, Beat | A Collection of Beatles Oldies     | |
| Ich will ’nen Cowboy als Mann | Nils Nobach                                                                     | Rudi von der Dovenmühle                                                         | Gitte Hænning            | Columbia Records       | 1963              | Schlager             |                                    | |
| Little Child                  | John Lennon, Paul McCartney                                                     | John Lennon, Paul McCartney                                                     | The Beatles              | Parlophone             | 22. November 1963 | Rock, Merseybeat     | With the Beatles                   | |
| Marcel                        | Charly Niessen                                                                  | Charly Niessen                                                                  | Margot Eskens            | Polydor                | März 1963         | Schlager             |                                    | |
| Needles and Pins              | Jack Nitzsche, Sonny Bono                                                       | Jack Nitzsche, Sonny Bono                                                       | Jackie DeShannon         | Liberty Records        | Mai 1963          | Beat, Pop            |                                    | |
| Opportunity                   | John Marascalco, Warren Joyner, Robert Harshman                                 | John Marascalco, Warren Joyner, Robert Harshman                                 | Walter Jackson           | Columbia Records       | 1963              | Pop                  |                                    | |
| Please Mr. Postman            | Georgia Dobbins, William Garrett, Freddie Gorman, Brian Holland, Robert Bateman | Georgia Dobbins, William Garrett, Freddie Gorman, Brian Holland, Robert Bateman | The Beatles              |                        | 1963              | R&B, Doo Wop         |                                    | Coverversion des Liedes von The Marvelettes aus dem Jahr 1961                                                               |
| Please Please Me              | Henry Mancini                                                                   | Henry Mancini                                                                   | The Beatles              | Parlophone             | 11. Januar 1963   | Rock, Merseybeat     | Please Please Me                   | |
| Ring of Fire                  | Merle Kilgore                                                                   | June Carter                                                                     | Anita Carter             | Mercury Records        | 1963              | Country              | Folk Songs Old and New             | |
| She Loves You                 | John Lennon, Paul McCartney                                                     | John Lennon, Paul McCartney                                                     | The Beatles              |                        | 23. August 1963   | Rock, Beat, Pop      |                                    | |
| Surfin’ U.S.A.                | Brian Wilson, Chuck Berry                                                       | Brian Wilson, Chuck Berry                                                       | The Beach Boys           | Capitol Records        | 4. März 1963      | Surfrock             | Surfin’ U.S.A.                     | |
| The Girl from Ipanema         |                                                                                 | Antônio Carlos Jobim                                                            | Antônio Carlos Jobim     |                        | 1963              | Bossa Nova           | The Composer of ‚Desafinado‘ Plays | |
| There’s a Place               | John Lennon, Paul McCartney                                                     | John Lennon, Paul McCartney                                                     | The Beatles              | Parlophone             | 22. März 1963     | Pop                  | Please Please Me                   | |
| Vom Stadtpark die Laternen    | Kurt Feltz                                                                      | Heinz Gietz                                                                     | Gitte und Rex Gildo      | Columbia               | August 1963       | Schlager             |                                    | |
| Walk on By                    | Hal David                                                                       | Burt Bacharach                                                                  | Dionne Warwick           |                        | 1963              | Pop                  |                                    | |
| You Don’t Own Me              | John Madara und David White                                                     | John Madara und David White                                                     | Lesley Gore              |                        | 1963              | Pop                  |                                    | |

### Alben
| Album                                                  | Interpret                                 | Label                                                           | Veröffentlichung  | Genre                   | Weitere Informationen |
| ------------------------------------------------------ | ----------------------------------------- | --------------------------------------------------------------- | ----------------- | ----------------------- | --------------------- |
| Blood, Sweat and Tears                                 | Johnny Cash                               | Columbia Records                                                | 1963              | Country                 |                       |
| Connie Francis sings Award Winning Motion Picture Hits | Connie Francis                            | MGM Records                                                     | 1963              | Pop                     |                       |
| Destination… Out!                                      | Jackie McLean                             | Blue Note Records                                               | 1963              | Jazz                    |                       |
| Empathy                                                | Bill Evans                                | Verve Records                                                   | 1963              | Jazz                    |                       |
| Free Fall                                              | Jimmy Giuffre                             | Columbia Records                                                | 1963              | Jazz                    |                       |
| Footloose                                              | Paul Bley                                 | Savoy Records                                                   | 1963              | Jazz                    |                       |
| Heimweh nach St. Pauli                                 | Freddy Quinn                              | Polydor                                                         | 1963              | Schlager                | EP                    |
| Hub-Tones                                              | Freddie Hubbard                           | Blue Note Records                                               | 1963              | Jazz                    |                       |
| Impressions                                            | John Coltrane                             | Impulse! Records                                                | Juli 1963         | Jazz                    |                       |
| John Coltrane and Johnny Hartman                       | John Coltrane und Johnny Hartman          | Impulse! Records                                                | 1963              | Jazz                    |                       |
| Live at the Apollo                                     | James Brown                               | King Records                                                    | Mai 1963          | Soul, Rhythm and Blues  |                       |
| Money Jungle                                           | Duke Ellington, Charles Mingus, Max Roach | United Artists, Solid State                                     | 1963              | Jazz                    |                       |
| Night Beat                                             | Sam Cooke                                 | RCA Records                                                     | 1963              | Soul, Rhythm and Blues  |                       |
| Night Train                                            | Oscar Peterson Trio                       | Verve Records                                                   | August 1963       | Jazz                    |                       |
| Our Thing                                              | Joe Henderson                             | Blue Note Records                                               | 1963              | Jazz                    |                       |
| Plays the Theme from The V.I.P.s and Other Great Songs | Bill Evans                                | MGM Records, Verve Records                                      | 1963              | Jazz                    |                       |
| Please Please Me                                       | The Beatles                               | Parlophone / EMI / Universal Music Group                        | 22. März 1963     | Mersey Sound, Rock, Pop |                       |
| Ring of Fire: The Best of Johnny Cash                  | Johnny Cash                               | Columbia Records                                                | 1963              | Country                 |                       |
| Surfin’ U.S.A.                                         | The Beach Boys                            | Capitol Records                                                 | 27. März 1963     | Surf Rock               |                       |
| The Beatles (No. 1)                                    | The Beatles                               | Parlophone                                                      | 1. November 1963  | Rock, Pop               | EP                    |
| The Black Saint and the Sinner Lady                    | Charles Mingus                            | Impulse! Records                                                | Juli 1963         | Jazz                    |                       |
| The Freewheelin’ Bob Dylan                             | Bob Dylan                                 | Columbia Records                                                | 27. Mai 1963      | Folk                    |                       |
| Today and Now                                          | Coleman Hawkins                           | Impulse! Records                                                | 1963              | Jazz                    |                       |
| When Sun Comes Out                                     | Sun Ra                                    | El Saturn, Evidence, Cosmic Myth Music, Enterplanetary Koncepts | 1963              | Jazz                    |                       |
| With the Beatles                                       | The Beatles                               | Parlophone / EMI / Universal Music Group                        | 12. November 1963 | Rock, Pop, Merseybeat   |                       |

## Geboren

### Januar
- 01. Januar: Milo Aukerman, US-amerikanischer Sänger
- 01. Januar: Gerda Poppa, österreichische Komponistin der Moderne
- 02. Januar: Tzimon Barto, US-amerikanischer Konzertpianist, Dirigent und Autor
- 03. Januar: Edward Pursino, US-amerikanischer Gitarrist
- 04. Januar: Esther Ankri, israelische Singer-Songwriterin, Komponistin und Schauspielerin
- 04. Januar: Till Lindemann, deutscher Musiker
- 07. Januar: Clint Mansell, englischer Komponist
- 08. Januar: Ernst Ströer, deutscher Musiker, Arrangeur, Komponist, Musikproduzent und Projektentwickler
- 08. Januar: Alicia Svigals, US-amerikanische Geigerin und Komponistin
- 12. Januar: Peter Androsch, österreichischer Musiker und Komponist
- 12. Januar: Debashish Bhattacharya, indischer Slidegitarrist und Sänger
- 15. Januar: Tomasz Gwinciński, polnischer Gitarrist, Perkussionist und Komponist
- 15. Januar: Katrin Weber, deutsche Sängerin, Musicaldarstellerin, Schauspielerin und Kabarettistin
- 17. Januar: Cyrus Chestnut, US-amerikanischer Jazzpianist
- 17. Januar: Kai Hansen, deutscher Hardrocker, Mitbegründer der Band Helloween
- 17. Januar: Daniel Jenkins, US-amerikanischer Schauspieler und Sänger
- 18. Januar: Phillip Boa, deutscher Musiker
- 25. Januar: Martin Brygmann, dänischer Komiker, Schauspieler, Komponist und Musiker
- 26. Januar: Frans van der Hoeven, niederländischer Jazzmusiker (Kontrabass, Komposition)
- 26. Januar: Andrew Ridgeley, britischer Popsänger und Gitarrist
- 29. Januar: Makiko Gotō, japanische Kotospielerin und Musikpädagogin († 2021)

### Februar
- 01. Februar: Fausto Romitelli, italienischer Komponist († 2004)
- 02. Februar: Eva Cassidy, US-amerikanische Sängerin († 1996)
- 02. Februar: Christian Pfluger, Schweizer Musiker, Schriftsteller und Künstler
- 02. Februar: Vigleik Storaas, norwegischer Jazzpianist
- 04. Februar: Matthias Meyer-Göllner, deutscher Musikpädagoge und Kinderliedermacher († 2024)
- 06. Februar: Andrea Marcon, italienischer Organist, Cembalist und Dirigent
- 08. Februar: Joshua Kadison, US-amerikanischer Musiker
- 09. Februar: Travis Tritt, US-amerikanischer Country-Sänger und Songwriter
- 10. Februar: Candan Erçetin, türkische Sängerin
- 13. Februar: Susan Parry, britische Sängerin (Alt)
- 15. Februar: Guildo Horn, deutscher Sänger
- 15. Februar: Andreas Molino, deutscher Latinjazz-Perkussionist
- 16. Februar: Paddy Schmidt, deutscher Sänger
- 17. Februar: Dan Reed, amerikanischer Musiker & Sänger
- 19. Februar: Tom Angelripper, deutscher Musiker
- 19. Februar: Harald Blüchel, deutscher Musikproduzent
- 19. Februar: Seal, britischer Sänger
- 20. Februar: Ian Brown, britischer Musiker
- 22. Februar: Josef Novotny, österreichischer Komponist und Musiker (Jazz und Neue Musik)
- 22. Februar: Stefan Rauh, deutscher Musiker, Komponist und Musikverleger († 2023)
- 23. Februar: Rob Collins, britischer Musiker († 1996)
- 27. Februar: Martin Auer, deutscher Jazztrompeter

### März
- 01. März: Thomas Anders, deutscher Popsänger
- 05. März: Lotta Engberg, schwedische Pop- und Dansbandsängerin, Klavierspielerin und Fernsehmoderatorin
- 07. März: Christopher Blenkinsop, anglo-deutscher Musiker
- 07. März: Nikkie van Lierop, belgische Sängerin
- 08. März: Michaela Rabitsch, österreichische Jazzmusikerin (Trompete, Gesang, Komposition)
- 08. März: Sasha Waltz, deutsche Choreografin und Tänzerin
- 10. März: Jeffrey Allen Ament, US-amerikanischer Musiker
- 12. März: Kazik Staszewski, polnischer Rock- und Punkmusiker
- 13. März: Fito Páez, argentinischer Liedermacher, Sänger und Komponist
- 13. März: Talla 2XLC, deutscher DJ und Produzent
- 15. März: Sergio Vargas, dominikanischer Merenguesänger
- 16. März: Bruno Hartl, österreichischer Schlagzeuger und Komponist († 2023)
- 16. März: Kevin Smith, neuseeländischer Filmschauspieler und Rockmusiker († 2002)
- 17. März: Susanne Bard, deutsche Theaterschauspielerin, Hörspielsprecherin, Musicaldarstellerin und Theaterintendantin († 2024)
- 19. März: Wenzel Fuchs, österreichischer Konzert-Klarinettist
- 21. März: Shawn Lane, US-amerikanischer Rock- und Fusion-Gitarrist († 2003)
- 24. März: Dave Douglas, US-amerikanischer Jazz-Trompeter und Komponist
- 27. März: Xuxa, brasilianische Fernsehmoderatorin, Schauspielerin und Sängerin
- 27. März: Jörg Michael, deutscher Schlagzeuger
- 28. März: Joe Crawford, deutscher Sänger und Bassist (Pur)

### April
- 01. April: Giannis Savvidakis, griechischer Popsänger
- 02. April: Thomas Blachman, dänischer Jazzschlagzeuger
- 02. April: Paul Wehage, US-amerikanischer Komponist und Saxophonist
- 03. April: Criss Oliva, Musiker und Gründungsmitglied der Band Savatage († 1993)
- 06. April: Ines Adler, deutsche Schlager- und Popmusikerin
- 06. April: Derrick May, Mitbegründer des Detroit Techno
- 06. April: Andrew Weatherall, britischer Musiker, Musikproduzent und DJ († 2020)
- 07. April: Fredrik Lundin, dänischer Jazzsaxophonist und -flötist
- 07. April: Andrea Merenzon, argentinische Fagottistin
- 08. April: Tine Asmundsen, norwegische Jazzmusikerin (Kontrabass, Komposition)
- 08. April: Julian Lennon, englischer Musiker und Komponist
- 16. April: Jimmy Osmond, US-amerikanischer Musiker
- 17. April: Alfred Hochedlinger, österreichischer Komponist, Religionslehrer und Lehrbeauftragter für Musikerziehung
- 19. April: Christian Strohmann, deutscher Posaunist, Trompeter, Posaunenchorleiter und Musikpädagoge
- 24. April: Billy Gould, US-amerikanischer Musiker und Musik-Produzent
- 24. April: Tõnu Trubetsky, estnischer Punkrock-Sänger und Anarchist
- 24. April: Dmitri Yanov-Yanovski, usbekischer Komponist
- 26. April: Denniz PoP, schwedischer DJ, Musikkomponist und -produzent († 1998)
- 27. April: Evelyn Herlitzius, deutsche Opernsängerin, dramatischer Sopran
- 28. April: Dave Ruosch, Schweizer Blues- und Jazzmusiker (Piano, Komposition)

### Mai
- 04. Mai: Wera Anatoljewna Pawlowa, sowjetische bzw. russische bzw. US-amerikanische Dichterin und Librettistin
- 05. Mai: Prince Ital Joe, Reggae-Musiker († 2001)
- 19. Mai: Gottfried Angerer, österreichischer Bassgitarrist, Musikpädagoge und Systemanalytiker
- 20. Mai: Brian Nash, britischer Gitarrist
- 21. Mai: Gilles Apap, französischer Violinist
- 21. Mai: Kevin Shields, US-amerikanischer Sänger, Gitarrist und Musikproduzent
- 21. Mai: David Stern, US-amerikanischer Dirigent
- 23. Mai: George Nussbaumer, österreichischer Soul- und Gospelsänger, Pianist und Komponist
- 24. Mai: Kathy Leander, Schweizer Sängerin
- 27. Mai: Gonzalo Rubalcaba, kubanischer Komponist und Jazzpianist
- 28. Mai: Gavin Harrison, britischer Schlagzeuger
- 29. Mai: Blaze Bayley, britischer Musiker
- 29. Mai: Stephan Weidner, deutscher Bassist, Texter und Kopf der Band Böhse Onkelz
- 31. Mai: Wesley Willis, US-amerikanischer Musiker († 2003)

### Juni
- 01. Juni: Mike Joyce, Schlagzeuger der Smiths
- 02. Juni: Robert Friedl, österreichischer Jazzsaxophonist
- 06. Juni: Raimund Nolte, deutscher Konzert- und Opernsänger (Bassbariton) und Hochschullehrer
- 07. Juni: Roberto Alagna, französischer Opernsänger, Tenor
- 08. Juni: Keti Garbi, griechische Sängerin von „Modern Laika“ und Popmusik
- 09. Juni: Gilad Atzmon, britischer Jazzmusiker, politischer Aktivist und Autor
- 09. Juni: Johnny Depp, US-amerikanischer Schauspieler und Sänger
- 09. Juni: Tatjana Šimić, niederländische Schauspielerin und Sängerin kroatischer Herkunft
- 09. Juni: Tony Spinner, US-amerikanischer Gitarrist und Sänger
- 11. Juni: Johan Nijs, belgischer Komponist und Dirigent
- 13. Juni: Hikari Ōe, japanischer Komponist
- 14. Juni: Rambo Amadeus, montenegrinischer Sänger und Komponist
- 17. Juni: Susi Hyldgaard, dänische Jazzmusikerin († 2023)
- 18. Juni: Jeff Mills, Techno-DJ und Musikproduzent
- 18. Juni: Dizzy Reed, US-amerikanischer Musiker, Keyboarder der Rock-Band Guns N’ Roses
- 19. Juni: Christof Kurzmann, österreichischer Jazz- und Improvisationsmusiker
- 19. Juni: Simon Wright, australischer Schlagzeuger der Hardrock-Band AC/DC
- 20. Juni: Jeff Beal, US-amerikanischer Komponist und Jazzmusiker
- 22. Juni: Ronu Majumdar, indischer Flötist und Filmkomponist
- 24. Juni: Juri Dmitrijewitsch Kasparjan, russischer Gitarrist
- 25. Juni: George Michael, britischer Sänger und Komponist († 2016)
- 26. Juni: Carolin Fortenbacher, deutsche Schauspielerin und Sängerin
- 26. Juni: Claudio Pontiggia, Schweizer Waldhornist
- 27. Juni: Inva Mula-Çako, albanische Sopranistin
- 28. Juni: Tierney Sutton, US-amerikanische Jazz-Sängerin
- 29. Juni: Anne-Sophie Mutter, deutsche Violinistin
- 29. Juni: Markus Fritsch, deutscher Musiker
- 30. Juni: Yngwie Malmsteen, schwedischer Gitarrist

### Juli
- 04. Juli: Carsten Andörfer, deutscher Schauspieler, Sänger und Theaterregisseur
- 04. Juli: Ute Lemper, deutsche Sängerin, Tänzerin und Schauspielerin
- 04. Juli: Matthew Malley, US-amerikanischer Bassist, Songwriter und Musikproduzent
- 07. Juli: Michael Sailer, deutscher Schriftsteller, Musiker und Bühnenkünstler
- 07. Juli: Vonda Shepard, US-amerikanische Sängerin und Songwriterin
- 08. Juli: Michael Schulz, deutscher Musiker und Komponist
- 09. Juli: John Mark Ainsley, englischer Tenor
- 22. Juli: Keiko Fujiie, japanische Komponistin
- 23. Juli: Richard Geppert, deutscher Dirigent, Kirchenmusiker, Kapellmeister, Organist und Keyboarder
- 23. Juli: Michiel Scheen, niederländischer Jazz- und Improvisationsmusiker (Piano, Komposition)
- 27. Juli: Karl Mueller, US-amerikanischer Rockmusiker († 2005)
- 28. Juli: Tobias Gruben, deutscher Underground-Musiker († 1996)
- 28. Juli: Marc Marshall, deutscher Sänger und Entertainer
- 30. Juli: Neal McCoy, US-amerikanischer Country-Sänger
- 31. Juli: Norman Cook, britischer Musiker
- 31. Juli: Chad Brock, US-amerikanischer Country-Musiker

### August
- 01. August: Coolio, US-amerikanischer Rapper und Schauspieler († 2022)
- 03. August: Tasmin Archer, britische Sängerin und Songwriterin
- 03. August: James Hetfield, US-amerikanischer Sänger und Gitarrist
- 05. August: Steve Lee, Schweizer Musiker († 2010)
- 06. August: Simone Solga, deutsche Kabarettistin, Schauspielerin und Sängerin
- 09. August: Whitney Houston, US-amerikanische Sängerin († 2012)
- 11. August: Thornetta Davis, US-amerikanischer Blues- und R&B-Sängerin
- 12. August: Axel Kühn, deutscher Jazz-Saxophonist († 2024)
- 14. August: Thomy Jordi, Schweizer Fusionmusiker (Bass, Komposition)
- 19. August: Bonnie Bianco, US-amerikanische Sängerin, Songschreiberin und Schauspielerin
- 20. August: Dora Cojocaru, rumänische Komponistin
- 21. August: Wolfgang Klesius, deutscher Pianist, Klavierpädagoge und Autor († 2023)
- 22. August: Tori Amos, US-amerikanische Sängerin und Musikerin
- 23. August: Steve Soto, US-amerikanischer Musiker († 2018)
- 30. August: Paul Oakenfold, britischer Produzent, DJ

### September
- 01. September: Darío Volonté, argentinischer Operntenor
- 02. September: Bruno Adams, australischer Sänger, Songwriter und Musiker († 2009)
- 04. September: Stefan Malzkorn, deutscher Fotograf mit Schwerpunkt Musikjournalismus
- 06. September: Mark Chesnutt, US-amerikanischer Country-Sänger
- 06. September: John Reid, britischer Musikproduzent, DJ und Sänger († 2025)
- 09. September: Sophie Lacaze, französische Komponistin
- 12. September: Markus Paßlick, deutscher Percussionist und Autor
- 13. September: Hisham Abbas, ägyptischer Sänger
- 15. September: Fernando Miceli, argentinischer Sänger und Komponist
- 19. September: Jarvis Cocker, britischer Popstar
- 21. September: Malika Reyad, deutsch-marokkanische Sängerin, Produzentin und Gesangspädagogin
- 22. September: Arzu Ece, türkische Sängerin
- 23. September: Alex Proyas, australischer Regisseur von Musikvideos, Werbespots und Spielfilmen
- 28. September: Axel Becker, deutscher Sänger († 2015)
- 29. September: Les Claypool, US-amerikanischer Musiker

### Oktober
- 03. Oktober: Niels Lan Doky, dänischer Jazzpianist
- 06. Oktober: Constandina, zyprische Popsängerin und Komponistin
- 10. Oktober: Paulo Braga, brasilianischer Pianist, Komponist, Arrangeur und Musikpädagoge
- 12. Oktober: Martin Klapper, tschechischer Musiker und Multimediakünstler
- 12. Oktober: Gernot Süßmuth, deutscher Geiger
- 13. Oktober: Anne Bennent, Schweizer Schauspielerin, Chanson-Sängerin und Rezitatorin
- 17. Oktober: Dirk Edelhoff, deutscher Jazz- und Rock-Gitarrist
- 17. Oktober: Christian Jost, deutscher Komponist und Dirigent
- 18. Oktober: Sigvart Dagsland, norwegischer Pop-Rocksänger, -pianist und -komponist
- 25. Oktober: John Levén, schwedischer Musiker
- 26. Oktober: Natalie Merchant, US-amerikanische Sängerin und Songschreiberin
- 27. Oktober: Avi Belleli, israelischer Sänger, Bassist und Filmkomponist
- 27. Oktober: Lou, deutsche Musikerin
- 27. Oktober: Farin Urlaub, deutscher Rock-Sänger und Gitarrist der Punk-Rock-Band „Die Ärzte“
- 28. Oktober: Eros Ramazzotti, italienischer Popsänger
- 31. Oktober: Mikkey Dee, schwedischer Schlagzeuger
- 31. Oktober: Johnny Marr, britischer Musiker

### November
- 01. November: Katja Riemann, deutsche Schauspielerin, Sängerin und Autorin
- 03. November: Martin Bramböck, österreichischer Hornist
- 06. November: Rozz Williams, amerikanischer Sänger, Songschreiber und Künstler († 1998)
- 08. November: Russell Malone, US-amerikanischer Gitarrist († 2024)
- 09. November: Biagio Antonacci, italienischer Sänger und Liedermacher
- 13. November: Seppo Kantonen, finnischer Jazzpianist
- 16. November: Steve Argüelles, britischer Jazzschlagzeuger
- 16. November: Troy Stetina, US-amerikanischer Gitarrenlehrer
- 18. November: Henriette Andersen, niederländische Jazzsängerin
- 18. November: Jonas Bylund, klassischer Posaunist und Hochschullehrer
- 20. November: Helmut Deutsch, deutscher Organist
- 20. November: Alberto Mastromarino, italienischer Opernsänger (Bariton) († 2025)
- 24. November: Scott Colley, US-amerikanischer Jazzmusiker
- 25. November: Anders Widmark, schwedischer Jazzmusiker († 2024)
- 26. November: Gilda, deutsche Schlagersängerin
- 27. November: Vili Resnik, slowenischer Rocksänger und Gitarrist

### Dezember
- 12. Dezember: Salman Ahmad, pakistanisch-amerikanischer Rockgitarrist
- 13. Dezember: Jouni Kannisto, finnischer Jazzsaxophonist und -flötist
- 14. Dezember: Paul Glaser, Theaterregisseur, Autor und Komponist
- 16. Dezember: Jeff Carson, US-amerikanischer Country-Sänger († 2022)
- 18. Dezember: Nino de Angelo, deutscher Schlagersänger
- 24. Dezember: Olaf Berger, deutscher Schlagersänger
- 26. Dezember: Lars Ulrich, dänischer Schlagzeuger (Metallica)
- 28. Dezember: Béatrice Uria-Monzon, französische Opernsängerin († 2025)
- 29. Dezember: Barbara Berta, italienischsprachige Schweizer Sängerin
- 30. Dezember: Maverick Quek, singapurischer Schauspieler, Sprecher und Tänzer
- 31. Dezember: Maya Beiser, US-amerikanische Cellistin
- 31. Dezember: Michael Iwannek, deutscher Synchronsprecher, Sänger und Hörspielsprecher
- 00. Dezember: Brent Wallarab, US-amerikanischer Jazzmusiker (Posaune, Arrangement, Komposition)

### Genaues Geburtsdatum unbekannt
- Masen Abou-Dakn, syrisch-deutscher Liedermacher, Songtexter, Autor und Dozent
- John Acquaviva, kanadischer Techno-/House-DJ und Musikproduzent
- Suren Bagratuni, armenischer Cellist und Musikpädagoge
- Izolda Barudžija, serbische Popsängerin
- Benjamin Boone, US-amerikanischer Komponist, Musikpädagoge, Jazzsaxophonist und Bandleader
- Wilhelm Bruns, deutscher Hornist
- Madelyn Byrne, US-amerikanische Komponistin und Musikpädagogin
- Cleopatra, griechische Popsängerin
- Mike Clink, US-amerikanischer Musikproduzent
- Biboul Darouiche, kamerunischer Perkussionist und Komponist
- Mamadou Diouf, senegalesisch-polnischer Sänger, Autor und Journalist
- Mariella Farré, Schweizer Sängerin
- Georg Fritzsch, deutscher Musiker und Dirigent
- Manuel Gera, deutscher Kirchenmusiker und Organist
- Mathias Grassow, deutscher Musiker († 2025)
- Mark Hijleh, US-amerikanischer Komponist, Dirigent und Musikpädagoge
- Simon Ho, Schweizer Pianist und Komponist
- Matthias Hoffmann-Borggrefe, deutscher Kirchenmusiker
- Hui Cheung-wai, chinesischer Komponist
- Kayhan Kalhor, iranischer Kamanchehspieler und Komponist
- Andrzej Karpiński, polnischer Schlagzeuger, Keyboarder, Komponist, Theatermaler, Illustrator und Airbrush-Künstler
- Ronald Lippok, deutscher Musiker und Maler
- Chris Lord-Alge, US-amerikanischer Toningenieur und Musikproduzent
- Jean-Louis Matinier, französischer Akkordeonspieler
- Matthias Mauthe, deutscher Blockflötist und Komponist
- Anne-Marie McDermott, US-amerikanische Pianistin
- Christine Minier, französische Sängerin
- Pascal Moragues, französischer Klarinettist und Musikpädagoge
- Theo Nabicht, deutscher Holzbläser
- Catherine Perrin, kanadische Cembalistin, Radio- und Fernsehmoderatorin
- Andrew Rindfleisch, US-amerikanischer Komponist, Dirigent und Musikpädagoge
- Martin Sander, deutscher Organist
- Mats Scheidegger, Schweizer klassischer Gitarrist
- Naseer Shamma, irakischer Oud-Spieler
- Oliver Sommer, deutscher Regisseur und Musikproduzent
- Jérôme Thomas, Schweizer Jazzmusiker (Saxophon, Flöte, Arrangement)
- Maciej Walczak, polnischer Instrumentalist, Komponist und Entwickler von Software für Multimediaprojekte
- Wu Man, chinesische Pipaspielerin

### Geboren um 1963
- Tony Jones, US-amerikanischer Jazzmusiker (Saxophon, Komposition)

## Gestorben

### Januar
- 06. Januar: Lina Abarbanell, deutsche Sopranistin und Schauspielerin (* 1879)
- 10. Januar: Tadeusz Szeligowski, polnischer Komponist und Musikpädagoge (* 1896)
- 15. Januar: Reg Arnold, britischer Jazz- und Unterhaltungsmusiker (Trompete) (* 1919)
- 16. Januar: Gilardo Gilardi, argentinischer Komponist und Musikpädagoge (* 1889)
- 23. Januar: Teresa del Riego, englische Pianistin, Geigerin und Komponistin (* 1876)
- 24. Januar: Otto Harbach, US-amerikanischer Librettist und Songtexter (* 1873)
- 24. Januar: Kenneth Western, britischer Schauspieler, Sänger und Comedian (* 1899)
- 25. Januar: Marion Sunshine, US-amerikanische Schauspielerin, Songwriterin und Komponistin (* 1894)
- 28. Januar: Franz Felix, österreichischer Opernsänger, Theaterregisseur und -leiter (* 1886)
- 30. Januar: Francis Poulenc, französischer Pianist und Komponist (* 1899)
- 30. Januar: Arno Vetterling, deutscher Kapellmeister und Komponist (* 1903)

### Februar
- 14. Februar: Gerhart von Westerman, deutscher Komponist, Intendant und Musikschriftsteller (* 1894)
- 15. Februar: Edgardo Donato, argentinischer Tangomusiker (* 1897)
- 16. Februar: László Lajtha, ungarischer Komponist (* 1892)
- 19. Februar: Benny Moré, kubanischer Sänger (* 1919)
- 20. Februar: Jakow Andrejewitsch Eschpai, russischer Komponist und Pädagoge (* 1890)
- 20. Februar: Ferenc Fricsay, ungarischer Dirigent (* 1914)
- 21. Februar: Émile Lamarre, kanadischer Sänger (* 1886)

### März
- 04. März: Bobby Jaspar, belgischer Jazzmusiker (* 1926)
- 05. März: Patsy Cline, US-amerikanische Country-Sängerin (* 1932)
- 07. März: Jack Anglin, US-amerikanischer Country-Sänger (* 1916)
- 07. März: Edmond Malherbe, französischer Komponist (* 1870)
- 10. März: Irving A. Aaronson, US-amerikanischer Jazz-Pianist und Bandleader (* 1895)
- 29. März: Texas Ruby, US-amerikanische Country-Musikerin (* 1908)

### April
- 12. April: Herbie Nichols, US-amerikanischer Jazzpianist und -komponist (* 1919)
- 17. April: Fritz Windgassen, deutscher Tenor (* 1883)
- 19. April: Germaine Malépart, kanadische Pianistin und Musikpädagogin (* 1898)

### Mai
- 02. Mai: Tomáš Vačkář, tschechischer Komponist (* 1945)
- 12. Mai: Stanisław Wiechowicz, polnischer Komponist (* 1893)
- 24. Mai: Elmore James, Bluesmusiker (* 1918)
- 28. Mai: Wissarion Schebalin, russischer Komponist (* 1902)

### Juni
- 01. Juni: Luis Alcaraz, mexikanischer Komponist, Pianist und Sänger (* 1910)
- 06. Juni: David Grünfeld, tschechoslowakisch-US-amerikanischer Tenor (* 1915)

### Juli
- 04. Juli: Fritz Reuter, deutscher Musikwissenschaftler, Musikerzieher, Komponist und Kapellmeister (* 1896)
- 19. Juli: João Gomez de Araújo, brasilianischer Komponist (* 1871)
- 27. Juli: Dorian Le Gallienne, australischer Komponist (* 1915)

### August
- 11. August: Kathleen Parlow, kanadische Geigerin und Musikpädagogin (* 1890)
- 15. August: John Powell, US-amerikanischer Pianist und Komponist (* 1882)
- 15. August: Leonard Heaton, kanadischer Pianist und Musikpädagoge (* 1889)
- 20. August: Mabel Garrison, US-amerikanische Sängerin (* 1886)

### September
- 03. September: Yuri Arbatsky, Komponist und Folklorist (* 1911)
- 08. September: Julio Perceval, argentinischer Komponist, Organist und Musikpädagoge (* 1903)
- 10. September: Honorio Siccardi, argentinischer Komponist (* 1897)
- 15. September: Oliver Wallace, britisch-US-amerikanischer Komponist und Dirigent (* 1887)
- 23. September: Willie Eckstein, kanadischer Pianist und Komponist (* 1888)
- 26. September: Richard Seuß, deutscher Korvettenkapitän, Lehrer und Komponist (* 1897)
- 28. September: Laughing Charley Lincoln, US-amerikanischer Blues-Gitarrist und Sänger (* 1900)

### Oktober
- 03. Oktober: Pedro Rebolledo, panamaischer Komponist (* 1895)
- 10. Oktober: Édith Piaf, französische Chansonsängerin (* 1915)
- 22. Oktober: Walter Davis, US-amerikanischer Blues-Musiker (* 1912)
- 25. Oktober: Abu-Bakr Khairat, ägyptischer Komponist (* 1910)
- 26. Oktober: Arthur Laurendeau, kanadischer Sänger, Chorleiter und Musikpädagoge (* 1880)
- 00. Oktober: Enrico Rosati, italienischer Gesangslehrer (* 1874)

### November
- 01. November: Eugène Chartier, kanadischer Violinist, Dirigent und Musikpädagoge (* um 1897)
- 08. November: Šimon Jurovský, tschechischer Komponist (* 1912)
- 15. November: Fritz Reiner, US-amerikanischer Dirigent (* 1888)
- 15. November: Theobald Schrems, Gründer des „Musikgymnasiums der Regensburger Domspatzen“ (* 1893)
- 19. November: Carmen Amaya, spanische Flamenco-Tänzerin, -Sängerin und Schauspielerin (* 1913)
- 21. November: Otto Matzerath, deutscher Dirigent (* 1914)
- 26. November: Amelita Galli-Curci, italienische Koloratursopranistin (* 1882)
- 29. November: Ernesto Lecuona, kubanischer Komponisten und Musiker (* 1895)

### Dezember
- 05. Dezember: Karl Amadeus Hartmann, deutscher Komponist (* 1905)
- 07. Dezember: Isidore Soucy, kanadischer Fiddlespieler und Komponist (* 1899)
- 13. Dezember: Arthur Ney, Schweizer Komponist und Dirigent (* 1887)
- 20. Dezember: Paul Constantinescu, rumänischer Komponist (* 1909)
- 25. Dezember: Kazys Viktoras Banaitis, litauischer Komponist (* 1896)
- 28. Dezember: Paul Hindemith, deutscher Komponist und Musiker (* 1895)

### Genaues Todesdatum unbekannt
- Rafael Adame, mexikanischer Komponist und Gitarrist (* 1906)
- Victor Brault, kanadischer Sänger, Chordirigent und Musikpädagoge (* 1899)
- Ilse Fitz, Schauspielerin, Hörspielsprecherin und Opernsängerin (* 1900)
- Mlada Lypowezka, italienische Sängerin, Übersetzerin und Journalistin (* 1897)
- Hubert Neumann, mährisch-österreichischer Orgelbauer (* 1921)
- Edward Royce, US-amerikanischer Komponist und Musikpädagoge (* 1886)